# Two Dozen and One Greyhounds
"Two Dozen and One Greyhounds" är avsnitt 20 från säsong sex av Simpsons och sändes på Fox i USA den 9 april 1995. Avsnittet skrevs av Mike Scully och regisserades av Bob Anderson. Frank Welker gästskådespelar som rösten till hundarna. I avsnittet får Santa's Little Helper valpar med en hund som han blir kär i på greyhoundbanan. Det blir 25 valpar och familjen får problem med att ta hand om hundarna men vill inte separera dem från varandra. Mr. Burns vill ha valparna för ta pälsen från dem och göra en smoking. Då han inte får köpa den stjäl han dem. Bart och Lisa Simpson bestämmer sig för att rädda valparna från Mr. Burns.
Avsnittet är en parodi på Pongo och de 101 dalmatinerna. Författarna bestämde att Mr. Burns skulle berätta sin plan för valparna med en sång för att det skulle bli någon humor i avsnittet. Avsnittet har främst fått positiva recensioner. Avsnittet hamnade på plats 55 över mest sedda program under veckan med en Nielsen ratings på 7.3.

## Handling
Familjen Simpsons hund, Santa's Little Helper, är hyperaktiv och familjen kommer inte på varför. De upptäcker att han vill umgås med en tik och träffar greyhounden She's the Fastest som han blir kär i. Greyhounden tappar då tävlingsinstinkten då den träffar familjen Simpsons hund och ägaren ger hunden till dem. Hon blir sen gravid och föder 25 valpar. Familjen har svårt att ta hand om alla valpar. Efter en tid bestämmer sig Homer och Marge Simpson för att sälja valparna. Valparna vill inte bli separerade från varandra så de har problem att hitta en som kan ta emot 25 valpar. Mr. Burns kommer förbi och vill köpa valparna men han får inte för Bart och Lisa. Då Burns inte får valparna stjäl han dem istället.
Bart och Lisa inser att det är Burns som stulit valparna och besöker hans hem för att ta tillbaka hundarna. Mr. Burns bestämmer sig för att låta en av valparna leva, "Little Monty" medan resten ska får sin päls flådda till hans nya smoking. Burns berättar sin idé för Waylon Smithers med sången, "See My Vest" och visar upp sina andra kläder av djur. Bart och Lisa smyger in i huset och försöker få ut valparna men misslyckas och Burns upptäcker dem och tänker döda dem alla. Bart och Lisa har upptäckt att Burns har en favorit som han inte vill döda och blandar in honom bland de andra valparna så han inte ser skillnad på honom. Burns gör det ändå men bara en kort stund innan han inte sker skillnad på dem igen. Burns tänker då döda Bart och Lisa men låter dem leva. Burns inser att han inte ska döda något djur någonsin som kan göra tricks. Burns får valparna mot det löftet och blir ännu mera rik på greyhoundarna, då de är duktiga på att springa, vilket irriterar Homer då han kunde fått pengarna.

## Produktion
Avsnittet skrevs av Mike Scully och regisserades av Bob Anderson efter en idé av Al Jean och Mike Reiss. De fick idén efter sett Pongo och de 101 dalmatinerna. David Mirkin har senare insett att Jean och Reiss gillar Disneys filmer då de gjort andra parodier på dem. Mirkin gillade att få göra en parodi på Disney i en mörkare version på lagligt vis.
Matt Groening gillade avsnitt för den kändes som en fortsättning på "Simpsons Roasting on an Open Fire" och det var en parodi på Pongo och de 101 dalmatinerna. Groening gillade Disneyfilmer som barn vilken kan vara en av sakerna att han gillade animering och tecknat. Som i Pongo och de 101 dalmatinerna kollar de tecknade valparna på en tecknad serie vilket gav Groening idén till ha med The Itchy & Scratchy Show i serien. Mr. Burns säger i avsnittet att Little Monty påminner honom om Rory Calhoun. Idén kom från George Meyer, Groening gillade inte idén för han trodde att få av tittarna visste vem det var. Författarna valde att ha med det ändå, och tog med det två gånger. Groening har kollat efteråt på forum på Internet och sett att flera frågat vem Calhoun var.
Mr. Burns sjunger i avsnittet "See My Vest" och berättar där sin idé med valparna. Författarna skrev in låten då de var den roligaste sättet de kunde komma på att berätta om Burns hemska plan. Scully, gillade idén och skrev låttexten, som är en parodi på "Be Our Guest". Mirkin gillade Scullys låttext då den rimmar bra och är smart och en av de bästa sångerna i serien. Han gillar att man kunde ha en låt med i avsnittet utan att förvandla det till en musikal med flera låtar. Ofta i tecknade serie upplevs djur som mänskliga, Groening gillar inte det och uppskattar att de inte gjorde det i avsnittet. Mirkin gillar visual skämt i serien ibland men försöker göra de blir så lika riktiga djur som möjligt. Rösten från hundarna gjordes av Frank Welker som gästskådespelar. Groening anser att Welker är otroligt bra på att göra djurröster. Produktionen fick problem med censuren på Fox i scenen då Santa's Little Helper träffar She's The Fastest då de har sex. Mirkin visste dock att det var okej att visa delen från en annan vinkel. Delen gjordes i full version under animaticstadiet Anderson har noterat att censuren gillade scenen som den blev.

## Kulturella referenser
Handlingen och titeln är en parodi på Pongo och de 101 dalmatinerna. Låten "See My Vest" är en parodi på "Be Our Guest". Scenen då Santa's Little Helper och She's the Fastest äter spaghetti är en referens till Lady och Lufsen. I avsnittet kollade valparna på Models, Inc. som en referens till Pongo och de 101 dalmatinerna där de ser What's my Crime?. Den anställda som försöker göra en tankeläsning på Santa's Little Helpers utseende är baserat på Vulcan i Star Trek; Då Santa's Little Helper kollar ut genom fönstret är det en referens till Terminator 2 - Domedagen. Fyra av hundarna kallas Jay, David, Paul och Branford som en referens till talkshower.

## Mottagande
Avsnittet hamnade på plats 55 över mest sedda program under veckan med en Nielsen ratings på 7.3. Sången "See My Vest" finns med i albumet Songs in the Key of Springfield. Daily Bruin har hyllat sången då den beskriver Mr. Burns som en karaktär och hans onda planer. MSNBC har placerat Mr. Burns som nummer ett i deras lista över TV:s mest 10 skrämmande rollfigur med en motivering om vad han vill göra med valparna i avsnittet. I Toronto Star har Ben Rayner skrivit att avsnittet är ett av hans favoriter i serien. Toronto Star har i deras lista över de bästa och värsta avsnitten i seriens historia placerat avsnittet som en av de bästa tack vare sången och de bästa scenerna med Mr. Burns. I sin recension för säsong sex har Todd Gilchrist från IGN skrivit att Burns framträdande är minnes värt och deras vågade copyright skämt och sången See My Vest. Michael Price från IGN anser att Burns sång i avsnittet är lika bra som "The Monorail Song" i "Marge vs. the Monorail". DVD Verdict har gett avsnittet B- i sin recension från säsongen. På DVD Movie Guide har Colin Jacobson hyllat avsnittets parodi på Disney filmer men anser att den innehåller den sämsta referens till Rory Calhoun som man kan komma på. Ben Rayner har på Toronto Star hyllat avsnittet som en av de bästa i serien.